# Ouyoun El Assafir
Ouyoun El Assafir (em árabe: عيون العصافير) (anteriormente Laveran, durante a colonização francesa), é uma cidade localizada na província de Batna, no noroeste da Argélia. Sua população era de 11 503 habitantes, em 2008.